# Stade de Penvillers
Stade de Penvillers este un stadion cu multiple utilizări din Quimper, Franța. În prezent este folosit mai ales pentru meciuri de fotbal și este stadionul principal al echipei Quimper KFC. Stadionul are o capacitate de 7.758 de spectatori.